# BS10

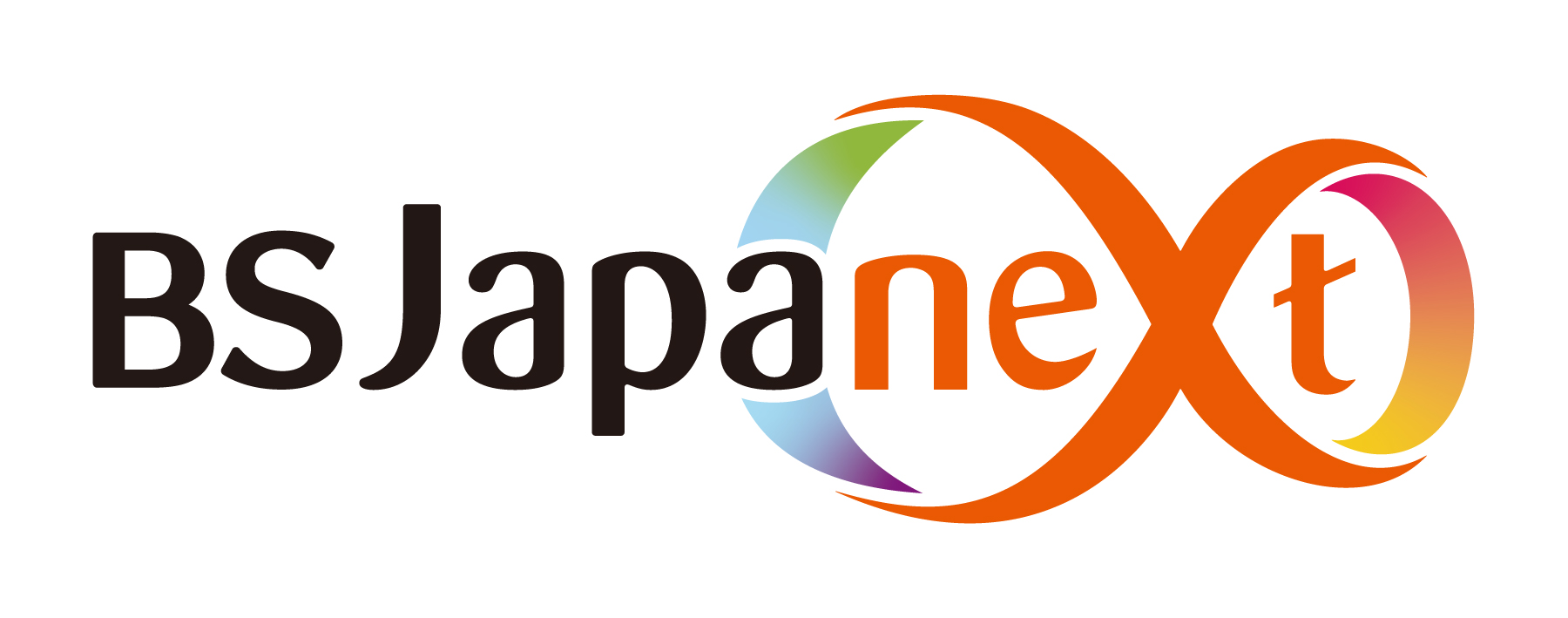
BSJapanext時代のロゴ

BS10（ビーエステン）は、2022年（令和4年）3月27日から放送を開始したBSデジタルテレビジョン放送局。ジャパネットホールディングスの子会社であるジャパネットブロードキャスティングが衛星基幹放送事業者として運営する。

## 概要
2019年（令和元年）5月20日、総務省に対し「BS Japanet Next」の名称でBSデジタル放送の新規参入申請を行い、同年9月9日、総務省から認可された。
ジャパネットたかたは、2001年（平成13年）3月24日から2021年（令和3年）3月31日まで通販専門チャンネル「ジャパネットチャンネルDX」を運営していたが、一旦終了させた上で別の新たなテレビ局として通販番組だけでなくアニメ・スポーツ・地域情報などの総合編成を行う。
2022年（令和4年）3月9日午前5時から「BSJapanext」（ビーエスジャパネクスト）のチャンネル名で、他のBS新チャンネル2局（BS松竹東急・BSよしもと）と共に試験電波の放送を開始、同年3月27日より放送を開始した。
同局はリモコンキーIDの設定がなかったため、視聴の際は上下チャンネルボタンまたは電子番組表（EPG） を使用したり、チャンネル番号「263」を入力するなどの方法で選局する必要があった。
また、スマートフォンの専用アプリケーション「つながるジャパネット」を通して、番組の同時配信を視聴することができる（権利関係の都合上、一部番組は未配信）。
開局初期は産経新聞大阪本社版（朝刊）（沖縄エリア除く）など一部の新聞にしか番組表が掲載されていなかったが、BSスカパー!が閉局した2022年11月からとNHK BSプレミアムの通常放送（番組表掲載）が終了した2023年12月から多くの新聞で番組表が掲載されるようになった。
周波数領域の関係で配信されていないケーブルテレビ視聴者、あるいはBS受信機がない世帯への対応として、スマートフォン用アプリ「つながるジャパネット」でも配信しているが、2023年（令和5年）5月1日からは、スマートテレビにもアプリ「BSJapanext アプリ」を提供するようになった。スマートテレビ対応受信機、ならびに一部のUSBストリーミングデバイスやBDレコーダー、ゲーム機（要確認）を使ってBSと同じ番組の視聴や、見逃し配信（一部のみ）などが提供される。
2023年（令和5年）5月26日、麻雀のプロリーグであるMリーグに参入することを表明。「BEAST Japanext」のチーム名で同年秋に開幕予定のMリーグ2023-24から参加することを発表した。その後チャンネル名変更に合わせて、2024-25シーズンよりチーム名を「BEAST X」（ビースト テン）に変更している。
2024年（令和6年）5月1日から一部の自社制作番組について、在京民放キー局5社が共同運営している動画配信サービス「TVer」への供給を開始。2025年4月末に「つながるジャパネット」での見逃し配信を終了することに伴い、同年3月31日からTVerでの番組配信を本格的に開始した。

### チャンネル移動と再編によるリニューアル
2024年（令和6年）6月1日、ジャパネットブロードキャスティングは東北新社からスター・チャンネルを買収した。これにより、BSJapanextはスター・チャンネルとの間で事実上の兄弟チャンネルになるほか、ジャパネットブロードキャスティングは子会社による間接保有を含めてBSデジタル放送2チャンネル分を所有することになる。同年8月1日、株式会社ジャパネットブロードキャスティングが株式会社スター・チャンネルを吸収合併した。
2024年（令和6年）8月22日、翌2025年（令和7年）1月からの再編として、BSJapanextとスターチャンネルと統合させた上、チャンネル名も「BS10」（ビーエステン）に改称することを発表した。同年10月29日には、再編実施日を2025年（令和7年）1月10日とすることを発表した。BSJapanextとしての放送は2025年1月9日23時59分までになり、翌10日0時にBS263chは停波した。日付変更後に再編準備を開始し、7時より新体制へのカウントダウンに入り、15時30分の記者発表を挟み、19時の「はじめまして BS10です!開局記念 4時間生放送スペシャル!」から新生「BS10」としての放送を開始した。
再編後は、旧・BSJapanext（BS263ch）を移転したメインチャンネルのBS200ch「BS10」、旧スターチャンネル（BS200）を移転したサブチャンネルのBS201ch「BS10スターチャンネル」のマルチチャンネル体制になり、リモコンキーID「10」での選局が可能になる。また使用帯域（物理チャンネル）もBS-15chに一本化され、旧・BSJapanextに割り当てられたBS-23chは返上した。
この再編に合わせ、従来BSJapanextの視聴ができなかったJ:COMなどのケーブルテレビ局でも、BS10の視聴が可能になった。また、視聴率測定会社のビデオリサーチは再編当日となる2025年1月10日から、BS10についても「全国BS視聴率」の対象チャンネルとなり、同チャンネルの視聴率測定を開始したことを発表した。

## 番組編成
後述の通り自社制作番組のほか同時期に開局したBSよしもと同様ローカル局・独立局のローカル番組や開局当初は放送されなかったケーブルテレビのコミュニティチャンネルの番組も2023年1月から放送されている。
また『BS10 パネルクイズ アタック25』のように地上波局との共同制作番組もある。
開局当初から約3か月の間、スポーツ中継は編成されていなかったが、当局と同じジャパネットホールディングス傘下にV・ファーレン長崎（Jリーグ）と長崎ヴェルカ（Bリーグ）が存在することもあり、毎週土曜12時台に15分ずつ両チームの情報番組を放送したほか、2022年6月22日には『天皇杯 JFA 第102回全日本サッカー選手権大会 FC東京 VS V・ファーレン長崎』を、同年10月1日『Bリーグ・熊本ヴォルターズ VS 長崎ヴェルカ』をそれぞれ中継した。また、2022年6月23日から4日間『アース・モンダミンカップ』、同年9月15日『プロ野球・千葉ロッテマリーンズ VS 埼玉西武ライオンズ』などをそれぞれ中継した。
2022年7月には、早くも編成の手直しを行った。月曜から金曜まで19:00スタートの『地域創生!旅番組』を約1時間短縮し19:58スタートにしたほか、『山内鈴蘭のゴルフアンビシャス～めざせティーチングプロ～』が毎週土曜21:00から毎週日曜19:00に、『バービーのHappyPaｍpee TV』が毎週土曜22:00から毎週日曜の同じ時刻に変更された。更に8月から『パネルクイズアタック25 Next』も従来の13:00スタートから30分繰り下げの13:30開始に変更され、更に10月から13:25開始に変更された。
2022年11月にNHK（日本放送協会）が2024年4月に予定しているBS放送の再編成によるコンテンツ見直しに伴い、BS1にて放映してきたPGAツアーを終了したため、2023年1月からPGAツアーの放映権を引き継ぎ、31大会を無料放送（アプリでの同時配信含む）することを2022年12月に発表した。
国内のドラマ、劇場用映画は開局から1年間放送されていなかったが2023年3月21日より『チーム・バチスタの栄光SPECIAL～新たな迷宮への招待～』と『センター・オブ・ジ・アース』が放送された。
2023年7月に更なる改編を実施し、他社制作のバラエティ番組については、2023年6月時点で放送されていた番組が全て打ち切られた（2023年6月末をもって放送終了）。その一方で、ゴルフ関連番組の比率が増加している。
2023年は、プロ野球の公式戦の中継を一試合も中継しなかった。ただ、同年10月3日より元プロ野球選手をゲストに迎えたトークバラエティ『ダグアウト!!!』がスタートした。
2023年12月は『SoftBankウインターカップ』（全国高等学校バスケットボール選手権大会）の男女の準決勝を生中継した。高校生の公式の全国大会を中継するのは同局では初めてだった。同大会は、同局のほかテレビ朝日系列が男子決勝を、BS朝日が女子決勝を、J SPORTSが男子は全試合、女子は準々決勝から、それぞれ生中継した。
2024年1月28日、本放送局と同時期に開局したBS松竹東急とBSよしもとの3局共同で特別番組を制作し、同時放送を行った。
2024年3月20日、プロ野球のオープン戦『埼玉西武ライオンズVS広島東洋カープ』を生中継した。プロ野球のオープン戦を中継するのは同局では初めてだった。5月6日には、『福岡ソフトバンクVS北海道日本ハム』を生中継。2年ぶりにプロ野球の公式戦を中継した。6月13日には、『埼玉西武ライオンズVS広島東洋カープ』を生中継。セ・パ交流戦を中継するのは同局ではこれが初めてである。
2024年6月28日、ウォルト・ディズニー・カンパニー傘下の定額制動画配信サービス「Disney+」にて独占配信している韓国ドラマ3作品を同年7月31日から順次放送することを発表した。Disney+独占の韓国ドラマ作品をディズニー以外の媒体で放送するのはこれが初めてである。
2024年9月24日、Bリーグで行われる2024-25シーズンの約60試合を中継することが決定。また、応援番組として、『Bリーグ全力応援!バスケ魂 presented by バスケットLIVE』を同年10月1日から放送開始することも併せて発表した。

## 放送番組
以前は未明に毎日30分 - 2時間程度のメンテナンスタイムを設けていたが、2023年1月8日からは1日24時間放送を行っている（不定期でメンテナンスを行う場合あり）。

### 現在放送中の番組
自社制作番組
| 番組名                                                             | 放送開始        | 放送日時                                                                             | 出演者                                                                                              | 備考 |
| ------------------------------------------------------------------ | --------------- | ------------------------------------------------------------------------------------ | --------------------------------------------------------------------------------------------------- | --- |
| BS10 パネルクイズ アタック25（当初はパネルクイズ アタック25 Next） | 2022年3月27日   | 日曜 13:25 - 14:25 土曜 13:00 - 14:00（再放送）                                      | 総合司会：谷原章介 出題：沢木美佳子                                                                 | 朝日放送テレビ との共同制作。 番組開始から2022年7月までは日曜 13:00 - 14:00、同年8月から9月までは日曜 13:30 - 14:30。同年10月から現在の時間で放送。開局当日から継続して放送されている唯一の番組である。 |
| ジャパネットプレゼンツ 長息 長生き ロングブレス                    | 2022年3月28日   | 毎日 6:00 - 6:50                                                                     | インストラクター：美木良介                                                                          | 当初は6:20終了、2023年7月より左記（本編放送時間には変更なく、延長部分は関連用品のテレショップ枠）。ゴルフPGA中継と時間が重なる場合は前倒し放送になる。 |
| ＜9じゴル＞ 蛍原徹の真剣ゴルフ部! ホトオープン                     | 2022年4月3日    | 日曜 21:00 - 22:00 金曜 9:00 - 10:00・火曜 13:00 - 14:00・水曜 5:00 - 6:00（再放送） | MC：蛍原徹                                                                                          | 当初は『Life FUN!』枠、2023年7月9日放送より『9じゴル』枠に編入（放送日時に変更なし） |
| ＜9じゴル＞ GOLF JOKER                                             | 2023年1月1日    | 土曜 21:00 - 22:00                                                                   | 星野杏奈、東聡 ほか                                                                                 | 当初は日曜 20:00 - 21:00放送、2023年7月8日から左記日時に枠移動し新放送枠『9じゴル』に編入 |
| ＜9じゴル＞ PGAハイライト                                          | 2023年1月9日    | 月曜 21:00 - 21:30 木曜 5:00 - 5:30（再放送）                                        | 尾崎直道、佐渡充高 ほか                                                                             | 下記番組と同じ出演者で続けて生放送する。米男子ゴルフPGAツアーの大会ハイライト番組。 2023年7月より開始の放送枠「9じゴル」に編入（放送日時同じ） |
| ＜9じゴル＞ サキヨミPGA                                            | 2023年1月9日    | 月曜 21:30 - 22:00 木曜 5:30 - 6:00 日曜 午前（再放送）                              | 尾崎直道、佐渡充高 ほか                                                                             | 上記番組と続けて生放送。次戦の見どころ解説や開催都市の情報を伝える。次のPGAツアー中継直前に再放送する 2023年7月より開始の放送枠「9じゴル」に編入（放送日時同じ） |
| 鈴木拓とマルコスの釣りわっしょい!                                  | 2023年4月18日   | 木曜 22:00 - 23:00 水曜 23:00 - 翌0:00（再放送）                                     | 鈴木拓、マルコス、名倉七海                                                                          | 2023年4月18日、25日のみ火曜 19:58 - 21:00、翌週より月曜同時刻、同年7月から2024年12月まで月曜 20:00 - 21:00、2025年1月から左記 |
| ＜9じゴル＞ 18H物語 〜18History〜                                  | 2023年7月4日    | 火曜 21:00 - 22:00                                                                   | MC：生瀬勝久、潮田玲子（2024年12月までは、立川談春、潮田のMC体制）                                  | |
| Mリーグ No.1への道 〜BEAST ROAD〜                                  | 2023年7月5日    | 水曜 18:00 - 19:00                                                                   | 児嶋一哉（アンジャッシュ）、BEAST X選手 ほか                                                        | 6月以降に特別番組として放送されていた麻雀Mリーグ自社チーム「BEAST Japanext」関連番組をレギュラー化。 当初は水曜 22:00 - 23:00 放送、2024年4月から水曜 21:30 - 22:30 放送、2025年1月から日曜 22:00 - 23:00 放送、2025年7月から左記。 |
| ＜9じゴル＞ 有村の智慧                                             | 2023年7月6日    | 木曜 21:00 - 22:00                                                                   | 有村智恵                                                                                            | |
| ＜9じゴル＞ みんなの飛ばしTV                                       | 2023年7月7日    | 金曜 21:00 - 22:00                                                                   | ユージ                                                                                              | |
| ダグアウト!!!                                                      | 2023年10月3日   | 木曜 22:00 - 23:00 水曜 15:00 - 16:00（再放送）                                      | | 野球をテーマとしたトーク番組。 当初は火曜 22:00 - 23:00放送、2024年10月から木曜 22:00 - 23:00、2025年1月から6月まで月曜 22:00 - 23:00、2025年7月から左記 |
| パンサー尾形のどんぶり旅～ニッポンのうまい!にサンキュー～          | 2024年7月20日   | 土曜 11:00 - 11:30                                                                   | 出演：尾形貴弘（パンサー） ナレーター：小野あつこ                                                   | 2024年まで土曜 10:30 - 11:00、2025年1月11日から左記、BSフジとの共同制作 |
| Bリーグ全力応援!バスケ魂 presented by バスケットLIVE               | 2024年10月1日   | 火曜 22:00 - 23:00                                                                   | MC：山下健二郎（三代目 J SOUL BROTHERS from EXILE TRIBE） 進行：田中大貴 番組アンバサダー：渡邊雄太 | バスケットLIVEでも同時・見逃し配信 |
| おとなのご褒美温泉宿                                               | 2025年1月11日   | 火曜 20:00 - 21:00                                                                   | 隔週ごとに交代                                                                                      | 初回のみ2025年1月11日（土曜日）の旅の日特番で放送 |
| ツギタビしませんか?                                                | 2025年1月11日   | 土曜 22:00 - 23:00                                                                   | 案内人：羽田優里奈、立花玲奈                                                                        | |
| マーク・パンサーの地球を感じる!グローブ旅 ～グロ旅～               | 2025年1月11日   | 土曜 23:00 - 23:30                                                                   | マーク・パンサー                                                                                    | |
| あこがれの絶景クルーズ旅                                           | 2025年1月11日   | 月曜 20:00 - 21:00                                                                   | 週替りゲスト                                                                                        | 初回のみ2025年1月11日（土曜日）の旅の日特番で放送 |
| マネーリーダー!!! ～遠藤家、大富豪への道～                         | 2025年1月11日   | 土曜 23:30 - 翌0:00                                                                  | 遠藤章造（ココリコ）、枡田絵理奈、池田琴弥、園田裕樹                                                | 金融・資産形成をテーマとしたバラエティー番組。 諭吉の食卓の後継番組。 |
| 日清食品Presents 麻雀オールスター BS10チャンピオンシップ           | 2025年1月15日   | 水曜 19:00 - 22:30（生放送 ※延長あり） 水曜 0:00 - 3:30（再放送）                    | 襟川麻衣子（実況） ほか                                                                             | Japanext CUPの後継大会。チャンネルの移動とチャンネル名の変更に伴い大会名も変わり全試合生放送になった。トーナメント方式からリーグ戦方式に変更。予選は8名ずつの4つのブロックに分かれて行われる。Mリーガーがジョーカーではなくなりブロック数に合わせてジョーカー枠が4名になった。それぞれの予選上位2名と予選3位同士の敗者復活戦での1位を合わせた9名で準決勝を行い上位4名が決勝進出。予選と準決勝は1人あたり8半荘、敗者復活戦と決勝は4半荘行う。 賞金総額1000万円（優勝賞金500万円、準優勝150万円、3位100万円、4位50万円、5～9位40万円） |
| 野村雅夫のムービージョッキー                                       | 2025年1月18日   | 土曜 8:00 - 11:00                                                                    | 野村雅夫、上舘ナオミ、天野真衣、松尾綺子、松尾春佳                                                  | 初回のみ映画の日特番で生放送。2025年6月28日（放送終了） |
| 舘ひろし シネマラウンジ                                            | 2025年1月18日   | 金曜18:30 - 21:00                                                                    | 舘ひろし、伊藤さとり                                                                                | 初回のみ映画の日特番で拡大放送（17:30 - 21:00）、BS10スターチャンネルでも放送。過去の放送時間は土曜 18:00 - 21:00で、BS10スターチャンネルと同時放送を行っていた。 |
| 加藤浩次とよしひろのサンデーシネマ                                 | 2025年1月19日   | 日曜 18:00 - 21:00                                                                   | 加藤浩次、よしひろまさみち                                                                          | |
| 今泊まりたい!いいふろ温泉宿                                        | 2025年7月7日    | 月曜 20:00 - 21:00 金曜 10:00 - 11:00（再放送）                                      | 旅人：小田井涼平                                                                                    | |
| THE仕事人 〜おとなの社会科見学〜                                   | 不定期          | 火曜 19:00 - 20:00                                                                   | 船越英一郎、望月理恵                                                                                | |
| 学べる!超社会科見学                                                | 不定期          | 不定期                                                                               | 榊原郁恵、野々村真、はいだしょうこ                                                                  | |
| ナショナル ジオグラフィックス傑作選                                | 2025年7月25日 - | 金曜 21:00 - 22:00                                                                   | なし                                                                                                | |
| ヒストリーチャンネル傑作選                                         | 2025年7月 -     | 火曜 - 金曜 23:00 - 24:00                                                            | なし                                                                                                | |

ドラマ
| 番組名                                                     | 製作局           | 放送期間                      | 放送日時                  | 備考                                         |
| ---------------------------------------------------------- | ---------------- | ----------------------------- | ------------------------- | -------------------------------------------- |
| ハルとアオのお弁当箱                                       | 〃               | 2024年7月26日 -               | 〃                        | 〃                                           |
| 陳情令（全50話）                                           | テンセントビデオ | 2024年1月4日                  | 月 - 金曜 11:00 - 12:00   | 中国ドラマ                                   |
| 花郎[再]（全24話）                                         | tvN              | 2024年1月4日 -                | 月 - 金曜 11:00 - 12:00   | 韓国ドラマ                                   |
| 運命のように君を愛してる（全20話）                         | MBC              | 2024年1月4日                  | 月 - 金曜 19:00 - 20:00   | 台湾ドラマ原作の韓国リメイク版（韓国ドラマ） |
| （土曜の一挙放送枠）むやみに切なく[再]（全20話）           | KBS              | 2023年11月25日 - 2024年1月6日 | 土曜 15:00 - 19:00        | 韓国ドラマ                                   |
| 恋のゴールドメダル〜僕が恋したキム・ボクジュ[再]（全20話） | MBN              | 2024年1月6日 -                | 〃                        |                                              |
| 恋のスケッチ〜応答せよ1988〜[再]（全42話）                 | tvN              | 2024年1月7日 -                | 日曜 18:00 - 21:00        | 今作より枠移動                               |
| エルピス-希望、あるいは災い-                               | 関西テレビ       | 2025年1月23日 -               | 木曜・金曜 23:00 - 翌0:00 | BS10ch移動後初の国内ドラマ                   |
| 大豆田とわ子と三人の元夫                                   | 関西テレビ       | 2025年2月27日 -               | 木曜・金曜 23:00 - 翌0:00 |                                              |

※特記のない海外ドラマは字幕版
全国の民放各局が制作している番組（遅れネット）
| 番組名                          | 制作局                         | 放送開始      | 放送日時           | 出演者                                                                            | 備考 |
| ------------------------------- | ------------------------------ | ------------- | ------------------ | --------------------------------------------------------------------------------- | --- |
| 橋本マナミのLeader's Golf       | テレビ埼玉                     | 2023年1月10日 | 火曜 9:00 - 9:30   | 橋本マナミ、小西綾子                                                              | #161 ゲスト 新井貴浩、斎藤和巳 木下稜介プロ（テレビ埼玉での2022年1月3日放送回）から放送開始。当初火曜 8:00 - 8:30放送→2023年9月現在は左記日時                                      |
| 洋上の楽園クルーズ              | （制作著作：ジャパンビジョン） | 2023年1月15日 | 日曜 15:30 - 16:00 |                                                                                   | 放送回は順不同に放送。番組内にテレビショッピング枠あり。 |
| Go!Go!ゴルフ女子                | （制作著作：BruU）             | 2023年1月15日 | 水曜 7:00 - 7:30   | 藤澤響花、なろ、ピョン・スビン、高橋有沙、瀬川あいり、西村いちか / MC：おみおつけ | 当初日曜 22:30 - 23:00放送→2023年9月現在は左記日時。隔週で新エピソードを放送、10月からはBS10制作。                                                                                 |
| 柳葉敏郎のGIBAちゃんとGOLFへGO! | 秋田テレビ                     | 2023年4月4日  | 水曜 9:30 - 10:00  | 柳葉敏郎、石垣政和、佐藤奈都美（AKTアナウンサー）                                 | 2023年4月4、11日のみ火曜 22:00 - 22:30放送→水曜 7:00 - 7:30放送→2023年9月現在は左記日時                                                                                            |
| 真弓&勝成のExpert GOLF          | サンテレビ                     | 2023年4月7日  | 火曜 9:30 - 10:00  | 真弓明信、高橋勝成、中村麻里子                                                    | #523から放送開始。当初は金曜 5:00 - 5:30放送→2023年9月現在は左記日時 |
| 田中律子のあなたと旅するSUP     | TOKAIケーブルネットワーク      | 2023年4月19日 | 水曜 10:00 - 10:30 | 田中律子                                                                          | 4K制作番組をダウンコンバートして放送。当初は水曜 6:30 - 7:00放送→2023年9月現在は左記日時。当初は第5シーズンの「もっと旅するSUP」を放送し2023年8月30日からは左記の第6シーズンを放送 |
| 仏像大好。                      | BS11                           | 不定期        | 日曜 4:00 - 4:30   | 中嶋朋子                                                                          | |
| わんこのきもち                  | 関西テレビ                     | 不定期        | 日曜 4:30 - 5:00   |                                                                                   | |

スポーツ中継
| 番組名                                                                           | 放送日時                                                                         | 備考 |
| -------------------------------------------------------------------------------- | -------------------------------------------------------------------------------- | --- |
| 天皇杯 JFA 第102回全日本サッカー選手権大会 FC東京 対 V・ファーレン長崎           | 2022年6月22日 18:50 - 22:00                                                      | 特別ゲスト：石川直宏、徳永悠平 実況：南鉄平 |
| アース・モンダミンカップ                                                         | 2022年6月23日 - 6月26日 14:30 - 21:00                                            | ゲスト：茂木宏美 解説：服部道子、山崎千佳代 実況：林正浩 ダイジェスト（20:00 - 21:00） 日替わりMC：薬丸裕英（第1日）、蛍原徹（第2日）、関根勤（第3日）、岡田圭右（最終日） 進行：安藤幸代 |
| 天皇杯 JFA 第102回全日本サッカー選手権大会 アビスパ福岡対 V・ファーレン長崎      | 2022年7月13日 18:50 - 21:17                                                      | 特別ゲスト：中払大介、玉田圭司 実況：南鉄平 |
| 楽天スーパーレディース                                                           | 2022年7月28日、7月29日 18:00 - 22:30 7月30日 17:00 - 21:30 7月31日 17:00 - 21:00 | 解説：佐伯三貴 実況：若月弘一郎 |
| プロ野球中継 千葉ロッテマリーンズ対埼玉西武ライオンズ                            | 2022年9月15日 17:45 - 21:30                                                      | 特別ゲスト：倉持明日香、惣田紗莉渚 特別ゲスト&解説：G.G.佐藤、内竜也 実況：木下貴道 |
| Bリーグ 2022-23 B2 熊本ヴォルターズvs長崎ヴェルカ                                | 2022年10月1日 13:00 - 16:30                                                      | 特別ゲスト：相楽伊織、解説：塚本清彦 実況：長澤洋明 |
| Bリーグ 2022-23 B2 長崎ヴェルカvs香川ファイブアローズ                            | 2022年10月8日 18:30 - 21:30                                                      | 特別ゲスト：相楽伊織、解説：目由紀宏 実況：槇嶋範彦 |
| KURE LADY GO CUP                                                                 | 2023年4月26日 12:00 - 16:00                                                      | 解説：三塚優子 実況：山下美穂子 ラウンド解説：佐々木慶子 |
| 女子バスケ Wリーグ オールスター2022-2023 in有明                                  | 2023年4月30日 15:30 -                                                            | |
| Bリーグ 2022-23 B2プレーオフ 準決勝 アルティーリ千葉vs長崎ヴェルカ               | 2023年5月13日 16:55 - （第2戦）、2023年5月14日 16:55 -（第3戦）                  | |
| Bリーグ 2022-23 B2プレーオフ 決勝戦 佐賀バルーナーズvs長崎ヴェルカ               | 2023年5月21日 15:00 - 18:00（第2戦）                                             | |
| 天皇杯 JFA 第103回全日本サッカー選手権大会 V・ファーレン長崎vsヴァンフォーレ甲府 | 2023年6月7日 18:45 - 21:30                                                       | |
| アース・モンダミンカップ（2023）                                                 | 6月22日 15:00 - 19:58 / 6月25日 各日15:00 - 20:00                                | 遅れ放送 |
| 長嶋茂雄Invitational セガサミーカップゴルフトーナメント（2023）                  | 2023年7月1日・2日 11:30 - 15:00                                                  | 解説：丸山茂樹、内藤雄士、進藤大典 アンバサダー：藤森慎吾、実況：林正浩 |
| 大正製薬Presents PGA TOUR TV Program                                             | （2023年1月8日から）日・月曜日午前 / 金曜・土曜 22:30 - 1:00（再放送）           | 放送時刻は大会日程に準じて変動し、原則後半2日間の終盤各2時間半を生中継（試合展開により延長あり、その場合は再放送も延長）。 再放送枠は当初水・木曜 6:30 - 9:00、2023年4月より左記。 |
| SoftBankウインターカップ2023                                                     | 2023年12月27日 9:55 - （女子準決勝）、2023年12月28日 9:55 - （男子準決勝）       | |
| プロ野球オープン戦 埼玉西武ライオンズvs広島東洋カープ                            | 2024年3月20日 13:00 - 16:00                                                      | 延長なし。公式アプリ「つながるジャパネット」、コネクテッドTVでの同時配信と見逃し配信はない。 |
| プロ野球中継 福岡ソフトバンクホークスvs北海道日本ハムファイターズ                | 2024年5月6日 18:00 - 22:00                                                       | 2年ぶりにプロ野球公式戦の生中継 |
| プロ野球セ・パ交流戦 埼玉西武ライオンズVS広島東洋カープ                          | 2024年6月13日 18:00 - 22:00                                                      | 当局初のセ・パ交流戦 |
| プロ野球中継セ・パ交流戦 埼玉西武ライオンズVS横浜DeNAベイスターズ                | 2024年6月16日 12:55 - 17:00                                                      | 延長なし。BSJapanextのプロ野球中継は公式アプリ「つながるジャネット」、コネクテッドTVでの同時配信と見逃し配信は行っていない。 |
| アース・モンダミンカップ（2024）                                                 | 2024年6月20日 - 6月23日 15:00 - 20:00                                            | 遅れ放送。公式アプリ「つながるジャパネット」、コネクテッドTVでの同時配信と見逃し配信はない。 |
| 長嶋茂雄Invitational セガサミーカップゴルフトーナメント（2024）                  | 2024年7月13日 - 7月14日 11:30 - 15:00                                            | 解説：丸山茂樹、内藤雄士、進藤大典 実況：林正浩、工藤三郎 |
| エイジェック LADY GO カップ in とちぎ（2024）                                    | 2024年8月17日 11:00 - 15:00                                                      | 解説：有村智恵 実況：林正浩 ラウンドレポーター：岡田圭右（ますだおかだ） |
| アクサレディスゴルフトーナメント in MIYAZAKI 2025                                | 2025年3月30日 19:45 - 21:00                                                      | テレビ宮崎制作分（関西テレビ制作協力）を時差放送。例年はフジテレビ制作・テレビ宮崎制作協力によりBSフジが放送しているが、中居正広・フジテレビ問題の影響でフジテレビが同大会の後援及び中継を取りやめたことから、本局での代替放送となった。 公式アプリ「つながるジャパネット」、コネクテッドTVでの同時配信と見逃し配信はない。 |
| BS10 プロ野球中継                                                                | 毎週木曜日・土曜日 日中または夜間に放送                                          | BSJapanext時代からパ・リーグの公式戦を不定期に放送していた。BS10に改称後は毎回テーマを設定しデータアナリストがテーマを下にしたデータを紹介しながら中継をお送りする。公式アプリ「つながるジャパネット」、コネクテッドTVでの同時配信と見逃し配信はない。                                                                      |
| レアル・ソシエダジャパンツアー2025 レアル・ソシエダ vs V・ファーレン長崎         | 2025年7月21日 18:45 - 21:30                                                      | 解説：槙野智章 実況：福田浩大 公式アプリ「つながるジャパネット」、コネクテッドTVでの同時配信と見逃し配信はない。 |
| BOAT RACEプレミア                                                                | 不定期                                                                           | ボートレースのSGもしくはプレミアムGI中継。2025年7月26日の第30回オーシャンカップ準優勝戦から。 |

特別番組
| 番組名 | 放送日時                                                                      | 備考 |
| --- | ----------------------------------------------------------------------------- | --- |
| はじめまして、BSJapanextです! 出演者大集合!11時間生放送スペシャル                                         | 2022年3月27日 12:00 - 23:00                                                   | 開局を記念した11時間の生放送特別番組 総合司会：福澤朗、大橋未歩 |
| ALL! V・ファーレン 全力で光れ 2021年の真実                                                                | 2022年3月28日 - 4月1日 22:30 - 23:30                                          | 5夜連続放送（最終回は生放送） 株式会社V・ファーレン長崎制作協力 BSJapanextオリジナルドキュメンタリー番組。 |
| すんごい人が作ったすんごいモノ!                                                                           | 2022年7月18日 1:00 - 2:00 5:00 - 6:00・14:00 - 15:00・20:00 - 21:00（再放送） | MC：キャイ〜ン 出演：野々村友紀子、大友花恋 VTR出演：浅田真央 |
| 稲佐山平和祈念音楽祭                                                                                      | 2022年8月14日 17:00 - 20:00                                                   | さだまさし、スガシカオwithFUYU、南こうせつ コロッケ、新羅慎二（若旦那）、湘南乃風 きゃりーぱみゅぱみゅ、RIP SLYME、m-flo ホリエアツシ&坂本美雨、川崎鷹也、ばってん少女隊 スターダスト・レビュー、活水中学校・高等学校吹奏楽部 長崎ヴェルカチアリーダー |
| ダンサーズイレブン                                                                                        | 2023年2月4日・11日・18日・25日 22:00 - 22:30                                  | MC：ゆうちゃみ |
| ハラミちゃんのムチャブリ×セッション                                                                       | 2023年3月4日・11日・18日・25日 22:00 - 22:30                                  | MC：ハラミちゃん |
| ソン・シギョンが行く!秘湯・絶景めぐり旅（前・後編）ソン・シギョンが行く!春の伊豆 鉄道ひとり旅（前・後編） | 2023年3月7日・14日 / 3月28日・4月4日 19:58 - 21:00                            | 旅人：ソン・シギョン |
| チーム・バチスタの栄光SPECIAL〜新たな迷宮への招待〜                                                       | 2023年3月21日 0:30 - 2:00                                                     | 制作：フジテレビ。同局初の国内ドラマ放送 |
| 映画「センター・オブ・ジ・アース」                                                                        | 2023年3月21日 12:00 - 14:00                                                   | 同局初の映画放送 |
| トーキョーフライヤー                                                                                      | 2023年4月1日 ・8日・15日・22日 22:00 - 22:30                                  | 揚げ物の食べ歩き番組。出演：美川憲一、神田うの |
| 三四郎のGG道場                                                                                            | 2023年4月29日・5月6日・13日・20日 22:00 - 22:30                               | テレビゲーム番組。出演：三四郎 (お笑いコンビ) |
| 銘品グルメ〜店                                                                                            | 2023年5月7日 18:30 - 19:30                                                    | 出演：キャイ〜ン、船越英一郎、磯貝初奈、小林よしひさ |
| Mattttt 美 SALON                                                                                          | 2023年5月7日・14日・21日・28日 22:00 - 22:30                                  | 美容番組、2024年1月にレギュラー番組化。 出演：Matt |
| 映画「ドラゴン・キングダム」                                                                              | 2023年5月27日 7:00 - 8:45 /7月17日 17:00 - 19:00（再放送）                    | |
| 映画「三銃士/王妃の首飾りとダ・ヴィンチの飛行船」                                                         | 2023年5月27日 9:15 - 11:00 / 7月17日 12:00 - 14:00（再放送）                  | 日本語吹替版 |
| 今から、バズるんです マッチングBuzzアワード!                                                              | 2023年5月27日・6月3日・10日・17日 22:00 - 22:30                               | MC：カンニング竹山、末吉9太郎 |
| 映画「パッチギ!」                                                                                         | 2023年7月17日 0:00 - 2:30                                                     | |
| 藤本美貴のヴィーナスラーニング                                                                            | #1 2023年9月24日 23:00 - 23:30 #2 2023年12月17日 22:00 - 23:00                | MC：藤本美貴 |
| 森香澄の栞をください                                                                                      | 2023年10月28日 23:00 - 0:00                                                   | 出演：森香澄、土佐兄弟（進行） ナレーション：佐々木望 |
| ユーハイム神戸100周年記念 お菓子には世界を平和にする力がある                                              | 2023年11月1日 19:30 - 20:00                                                   | 出演：コカドケンタロウ、平野ノラ |
| 吉本新喜劇と西川貴教&オリックス・バファローズ                                                             | 2024年1月28日 19:00 - 20:30                                                   | BS松竹東急・BSよしもととの共同制作番組。共同制作局との関係上、在京民放テレビ局系動画配信サービスの「TVer」でも見逃し配信を実施。 出演：西川貴教、吉本新喜劇（間寛平、辻本茂雄、吉田ヒロ、やなぎ浩二、平山昌雄、千葉公平、今別府直之、奥重敦史、信濃岳夫、新名徹郎、タックルながい。、レイチェル、大黒笑けいけい、住吉大和、前田まみ、いがわゆり蚊、谷川友梨、野崎塁）、オリックス・バファローズの選手（安達了一、阿部翔太、小木田敦也） |
| ジャパネットたかたテレビショッピング30周年記念30時間生放送スペシャル!                                     | 2024年9月21日 11:00 - 22日 17:00                                              | ジャパネットたかたが1994年にテレビショッピングを開始してから、2024年で30周年を迎えたことを記念した特別番組。 厳密にはBSJapanext単独放送ではなく、一部時間帯はその他民放キー局系BS放送局や一部の地上波テレビ局でも同時放送された。 出演：ジャパネットたかたMC、髙田明、モト冬樹、ダチョウ俱楽部（肥後克広・寺門ジモン）、山中秀樹、貴島明日香、尾形貴弘（パンサー）、長崎亭キヨちゃんぽん                                                |
| BS10開局記者発表                                                                                          | 2025年1月10日 15:30 - 16:30                                                   | MC：宮澤奎太、丸尾詩織 出演：髙田旭人（ジャパネットHD代表取締役社長兼CEO）、尾崎直道、深堀圭一郎、潮田玲子、佐々木寿人、岡田紗佳、猿川真寿他 |
| いよいよ今夜7時開局!BS10スタートカウントダウン                                                            | 2025年1月10日 7:00 - 15:30、16:30 - 19:00                                     | 出演：ポチャッコ |
| はじめまして!BS10です! 開局記念4時間生放送スペシャル!                                                     | 2025年1月10日 19:00 - 23:00                                                   | MC：国分太一、吉田明世、船越英一郎 出演：尾崎直道、深堀圭一郎、潮田玲子 田中大貴、岡田紗佳、児嶋一哉 関根勤、朝日奈央、南野陽子 舘ひろし、小田井涼平、坂本昌行 尾形貴弘、ポチャッコ |

### 放送終了の番組
自社制作番組
| 番組名                                                                            | 放送開始日     | 放送終了日               | 放送日時                                                                   | 出演者                                                                                | 備考 |
| --------------------------------------------------------------------------------- | -------------- | ------------------------ | -------------------------------------------------------------------------- | ------------------------------------------------------------------------------------- | --- |
| 健康になりたい、松本明子。                                                        | 2022年3月28日  | 2022年9月30日            | 平日 10:30 - 10:55 / 平日 5:30 - 5:55（再放送）                            | MC：松本明子、青木源太                                                                | 健康情報を主とした生活情報番組 |
| ＜地域創生!旅番組＞徳永ゆうきの『一期一会 はなうた旅』（全25回）                  | 〃             | 2022年9月26日            | 月曜 19:58 - 21:00 / 月曜 2:28 - 3:30・月曜 12:58 - 14:00（再々放送）      | 旅人：徳永ゆうき                                                                      | 北海道・東北地方の旅番組。2022年6月末までは19:00 - 21:00放送。番組内にジャパネット通販枠あり。 |
| ＜地域創生!旅番組＞林家三平のおきらく旅（全27回）                                 | 2022年3月29日  | 2022年9月27日            | 火曜 19:58 - 21:00 / 火曜 2:28 - 3:30・火曜 12:58 - 14:00（再放送）        | 旅人：林家三平                                                                        | 関東甲信越・中部地方の旅番組。 2022年6月末までは19:00 - 21:00放送。番組内にジャパネット通販枠あり。 |
| ＜Connects LOVE!＞オンエア決めろ! －笑武－（全27回）                              | 〃             | 〃                       | 火曜 22:00 - 22:30 / 日曜 2:30 - 3:00・火曜 2:00 - 2:28（再放送）          | MC：アンガールズ                                                                      | |
| ＜地域創生!旅番組＞よかたび（全23回） （石丸謙二郎のよかたび/中澤裕子のよかたび） | 2022年3月31日  | 2022年9月29日            | 木曜 19:58 - 21:00 / 木曜 2:28 - 4:30・木曜 12:58 - 14:00（再放送）        | 旅人：石丸謙二郎 / 中澤裕子（2週間交代）                                              | 九州・沖縄県の旅番組。 2022年6月末までは19:00 - 21:00放送。番組内にジャパネット通販枠あり。 |
| ＜地域創生!旅番組＞アプリで生判定!地域創生プレゼンバトル（全18回）                | 2022年4月1日   | 2022年9月30日            | 金曜 19:58 - 21:00 / 金曜 2:30 - 3:30・金曜 12:58 - 14:00（再放送）        | 週替わりMC：関根勤、小堺一機 進行：山中秀樹                                           | 月 - 木曜のまとめと視聴者投票。 放送時刻は当初19:00 - 20:00、2022年7月8日より左記。 |
| ＜Life FUN!＞山内鈴蘭のゴルフ アンビシャス!〜目指せ!ティーチングプロ〜（全24回）  | 2022年4月2日   | 2022年9月25日            | 日曜 19:00 - 20:00 / 土曜 5:00 - 6:00・土曜 11:00 - 12:00（再放送）        | 山内鈴蘭                                                                              | 放送開始当初は土曜 21:00 - 22:00、2022年7月から左記。番組内にジャパネットの通販枠あり。 |
| ＜地域創生!旅番組＞コロッケのよかもん珍道中（全15回）                             | 2022年10月13日 | 2023年1月26日            | 木曜 19:58 - 21:00 / 木曜 13:00 - 14:00（再放送）                          | 旅人：コロッケ                                                                        | 九州・沖縄県の旅番組。番組内にジャパネット通販枠あり。 |
| ＜地域創生!旅番組＞てくてくひとり旅（全20回）                                     | 2022年10月11日 | 2023年2月28日            | 火曜 19:58 - 21:00 / 火曜 13:00 - 14:00（再放送）                          | 月替わりの旅人                                                                        | 関東甲信越・中部地方の旅番組。 番組内にジャパネット通販枠あり |
| ユーハイムの幸せスイーツ ～お菓子がつなぐ絆～                                     | 2022年9月4日   | 2023年3月12日            | 日曜 18:00 - 18:30                                                         | 関根勤、村上佳菜子                                                                    | 番組内にジャパネット通販枠あり。 |
| ＜Connects LOVE!＞バービーのHappy Pampee TV（全50回）                             | 2022年4月2日   | 2023年3月28日            | 火曜 22:00 - 22:30 / 火曜 1:00 - 1:30・日曜 2:00 - 2:30（再放送）          | MC：バービー、本田望結                                                                | 放送開始当初は土曜日の同時刻に放送、2022年7月から日曜、同年10月から左記。 |
| キャシー中島のHappyレシピ作ってみて!                                              | 2022年3月28日  | 2023年3月31日            | 月 - 金曜 12:00 - 12:25 / 月 - 金曜 15:00 - 15:25（再放送）                | MC：キャシー中島                                                                      | |
| ＜地域創生!旅番組＞宮川一朗太のおっ!さんぽ（全52回）                              | 2022年3月30日  | 2023年4月24日            | 月曜 19:58 - 21:00 / 月曜 13:30 - 14:30（再放送）                          | 旅人：宮川一朗太                                                                      | 当初は水曜 19:00 - 21:00放送、2022年7月から19:58開始に放送時間短縮、2022年10月からは月曜へ枠移動。 |
| 名品モノ作り探訪（全18回）                                                        | 2022年11月11日 | 2023年6月                | 日曜 18:30 - 19:30                                                         | MC：キャイ〜ン、磯貝初奈                                                              | 番組内にテレショップ枠あり。当初金曜 19:58 - 21:00放送、2023年1月から左記。第12回から字幕放送に対応。 |
| ＜Life FUN!＞高橋みなみのそこそこさんぽ（全61回）                                 | 2022年3月29日  | 2023年6月27日            | 火曜 21:00 - 22:00 / 火曜 0:00 - 1:00（再放送）                            | 出演：高橋みなみ、クロちゃん                                                          | |
| ＜Life FUN!＞福澤朗の本であそぶ。（全65回）                                       | 2022年3月30日  | 2023年6月28日            | 水曜 21:00 - 22:00 / 水曜 0:00 - 1:00（再放送）                            | MC：福澤朗                                                                            | |
| GO!VELCA～長崎にやってきた挑戦者たち～                                            | 2022年5月28日  | 2023年6月24日            | 土曜 11:15 - 11:30                                                         |                                                                                       | Bリーグ長崎ヴェルカ関連番組。2023年5月1日先行放送。当初は土曜 11:00 - 11:15放送、2022年6月18日放送より左記。 |
| ＜Connects LOVE!＞中山優馬×ジャニーズJr. ＠YUMA HOUSE（全78回）                   | 2022年4月1日   | 2023年9月25日            | 月曜 22:00 - 22:30                                                         | MC：中山優馬 出演：ジャニーズJr.                                                      | 当初は金曜日同時刻放送、2023年7月より左記。 |
| ＜Connects LOVE!＞OCHA NORMAの お茶の間さまの言うとおり（全76回）                 | 2022年3月31日  | 2023年9月26日            | 火曜 22:00 - 22:30                                                         | OCHA NORMA MC：ニッチェ                                                               | 当初は木曜日同時刻放送、2023年7月より左記。 |
| ＜Connects LOVE!＞KURUNE -next music live-（全77回）                              | 2022年3月28日  | 2023年9月26日            | 火曜 22:30 - 23:00                                                         | MC：MAKIDAI                                                                           | 当初は月曜日 22:00 - 22:30放送、2023年7月より左記。 |
| 密着V・ファーレン長崎2023                                                         | 2022年6月18日  | 2023年9月23日            | 土曜 12:00 - 12:15                                                         |                                                                                       | 当初は「密着V・ファーレン長崎2022」として土曜 11:00 - 11:15放送、2023年からは現番組名へ、同年7月8日放送より左記時刻放送へ変更BSJapanextでの放送終了後は翌月より長崎国際テレビで放送。 |
| ＜地域創生!旅番組＞名湯秘湯 ゆるり旅（全35回）                                    | 2023年4月19日  | 2023年12月20日           | 水曜 20:00 - 21:00                                                         | 旅人：岡田圭右                                                                        | 2022年10月12日から2023年4月12日まで放送された「ますおか岡田のええもんWOW!」からリニューアル。当初は19:58放送開始、2023年7月から左記。 |
| ＜Life FUN!＞今井了介のおとめし（全89回）                                         | 2022年3月31日  | 2023年12月28日           | 木曜 22:00 - 23:00                                                         | MC：今井了介                                                                          | 当初は木曜 21:00 - 22:00放送、2023年7月から左記 |
| ＜9じゴル＞ ゴルフダンジョン（全31回）                                            | 2023年8月30日  | 2024年3月27日            | 水曜 21:00 - 22:00                                                         |                                                                                       | 3人1組のチームで、ゴルフに関する様々なミッションに挑戦 |
| ＜Life FUN!＞西川貴教のバーチャル知事                                             | 2022年3月28日  | 2024年6月29日            | 土曜 22:00 - 23:00 / 月曜 1:00 - 2:00（再放送）                            | MC：西川貴教、松永安奈                                                                | 当初は月曜 21:00 - 22:00放送、2023年1月21日より土曜日同時刻放送、2023年7月8日より左記 |
| ＜Connects LOVE!＞ 浪川&岡本 ボイコミ ラボ                                        | 2022年3月30日  | 2024年7月1日             | 月曜 22:30 - 23:00 / 月曜 12:30 - 13:00（再放送）                          | MC：浪川大輔、岡本信彦                                                                | 当初は水曜 22:00 - 22:30放送。2023年7月から左記 |
| おとなの嗜呑                                                                      | 2022年4月2日   | 2024年7月27日            | 土曜 20:00 - 21:00（隔週） / 火曜 4:30 - 5:30（再放送）                    | 船越英一郎、貴島明日香※                                                               | 日本各地の地酒などを紹介する番組。 番組内にジャパネット通販枠あり。以前は土曜 18:00 - 19:00放送、2023年1月14日から左記へ枠移動。 ※2023年12月に前月までの高田秋から交代 |
| きんに君のパワー旅 〜日本のウマい!を勝手にPR〜                                    | 2024年4月6日   | 2024年7月13日            | 土曜 10:30 - 11:00                                                         | なかやまきんに君                                                                      | 1日PR大使となって、魅力を全力でPR。 「旅」の読み方は「トラベル」 |
| Matt美SALON                                                                       | 2024年1月8日   | 2024年                   | 月曜 22:00 - 22:30                                                         | Matt                                                                                  | 2023年5月放送の1ヵ月限定番組をレギュラー化 |
| 麻雀オールスター Japanext CUP                                                     | 2024年1月21日  | 2024年11月27日（生放送） | 日曜 22:00 - 23:45（2回戦以降は24:40） 決勝戦 水曜 16:00 - 23:00           | ナレーション：高田裕司                                                                | タイトルホルダーやBEAST Xのメンバーなど24名と著名人やMリーガーなどの各予選1名ずつのジョーカー（対局直前までシークレット）を合わせた32名の大会。 Mリーグルールで4半荘行い上位2名が勝ち上がるトーナメント形式。 優勝賞金300万円（準優勝30万円、3位10万円、4位5万円） 優勝者はジョーカー枠の森川ジョージ                                                   |
| ＜地域創生!旅番組＞ 一度は行きたい極上宿 小田井涼平のあい旅                       | 2023年2月2日   | 2024年                   | 木曜 20:00 - 21:00                                                         | 旅人：小田井涼平                                                                      | 「小田井涼平のあい旅」として放送開始。4月20日放送の第11回よりサブタイトルが付きリニューアル。当初は19:58放送開始、2023年7月から左記 |
| あこがれの世界クルーズ紀行                                                        | 2022年3月28日  | 2024年                   | 火曜 20:00 - 21:00（隔週） 日曜 14:25 - 15:25 火曜 14:00 - 15:00（再放送） | 高橋克典、小林麗菜                                                                    | ジャパネット関連会社の企画・販売するクルーズ旅行の通販連動番組のため、旅行商品の空室状況により放送が休止される。開始から同年6月までの放送時間は土曜 18:00 - 20:00。 2023年1月15日から日曜 14:30へ枠移動。2023年7月4日から左記へ枠移動。 当番組から高橋ら出演のスタジオ部分を除いた再編集版番組「豪華客船で行く 世界クルーズ旅」も不定期放送されている。 |
| 魅力発見!キャンピングカーでチルり旅                                               | 2023年1月6日   | 2024年12月27日           | 金曜 20:00 - 21:00 木曜 10:00 - 11:00（再放送）                            | 金子貴俊、古閑美保、つるの剛士（月替わり）、番組マスコット犬「マメちゃん」（毎週）    | キャンピングカーによる旅番組。旅人は左記3人が都道府県ごとに交代し、各1ヵ月掛けて放送する。 |
| ONSEN女子                                                                         | 2024年7月1日   | 2024年                   | 月曜 22:00 - 22:30                                                         | 朝長美桜（元HKT48）、窪真理チャカローズ、山吹香織、大塚椎菜、平島多佳子、yuzuki、Moka | |
| 諭吉の食卓                                                                        | 2023年10月21日 | 2024年12月               | 土曜 18:30 - 19:00                                                         | 遠藤章造（ココリコ）、枡田絵理奈、池田琴弥、園田裕樹                                  | 金融・資産形成をテーマとしたバラエティー番組。 当初は14:30 - 15:00放送、2024年1月から左記 |
| 小田井涼平の温泉にゆこゆこ                                                        | 2025年1月11日  | 2025年6月30日            | 月曜 20:00 - 21:00 火曜 16:00 - 17:00、3:00 - 4:00（再放送）               | 旅人：小田井涼平                                                                      | 初回のみ2025年1月11日（土曜日）の旅の日特番で放送 |
| ＜Life FUN!＞ 国分太一のTHE CRAFTSMEN                                             | 2022年4月1日   | 2025年6月13日            | 金曜 22:00 - 23:00 金曜 12:00 - 13:00（再放送）                            | MC：国分太一ほか                                                                      | 初回は『国分太一の新番組（仮）』の仮タイトルで開始、その中で番組名を決め翌週から左記タイトル。当初は金曜21:00 - 22:00放送、2023年7月から左記。 日本テレビからコンプライアンス違反の発表があったことを受けて、2025年7月3日付で放送終了を発表。 |

テレビドラマ
午前の放送枠
| ＜おはよう8時のミステリー＞ サスペンス傑作選                  | 日本テレビ | 2024年1月4日 - 2025年1月9日 | 月 - 木曜 8:00 - 9:55 |                 |
| サイレント・ヴォイス 行動心理捜査官・楯岡絵麻（シーズン1・2） | BSテレ東   | 2024年1月5日 - 4月12日      | 金曜 8:00 - 9:55      | 毎週2話ずつ放送 |
| W県警の悲劇                                                   | 〃         | 2024年4月19日 - 5月17日     | 〃                    | 〃              |
| 江戸前の旬                                                    | 〃         | 2024年5月24日 - 7月19日     | 〃                    | 毎週4話ずつ放送 |

韓国ドラマ
午前の放送枠
| 番組名                                                 | 製作局 | 放送開始日     | 放送終了日 | 再放送                                                         | 備考 |
| ------------------------------------------------------ | ------ | -------------- | ---------- | -------------------------------------------------------------- | --- |
| 星から来たあなた（全21話）                             | SBS    | 2022年3月28日  | 4月25日    |                                                                | 放送時間 7:30 - 8:30 / 見逃し再放送 日曜 7:30 - 11:30（いずれも以下記載あるまで同じ） |
| 太陽の末裔（全16話）                                   | KBS2   | 2022年4月26日  | 5月17日    | 2023年9月7日 - 9月26日（午前の枠）                             | |
| 彼女はキレイだった（全20話）                           | SBS    | 2022年5月18日  | 6月14日    | 2023年5月1日 - 5月26日（午後の枠）                             | |
| 雲が描いた月明り（全18話）                             | KBS    | 2022年6月15日  | 7月8日     | 2023年5月26日 - 6月26日（夜の枠）                              | |
| 麗〜花萌ゆる8人の皇子たち〜（全20話）                  | SBS    | 2022年7月11日  | 8月5日     | 2023年5月29日 - 6月27日（午後の枠）                            | 本放送は主音声日本語、副音声韓国語。再放送は韓国語音声のみ、日本語字幕。 |
| 私のIDはカンナム美人（全20話）                         | JTBC   | 2022年8月8日   | 9月2日     | 2023年1月22日 - 3月5日（日曜枠）                               | |
| ショッピング王ルイ（全28話）                           | MBC    | 2022年9月5日   | 10月4日    | 2023年1月26日 - 2月27日（夜の枠）                              | |
| W-君と僕の世界-（全16話）                              | MBC    | 2022年10月5日  | 10月26日   | 2022年12月18日 - 2023年1月22日（日曜枠）                       | |
| あなたが眠っている間に（全16話）                       | SBS    | 2022年10月27日 | 11月17日   | 2023年4月4日 - 4月25日（夜の枠）                               | |
| よくおごってくれる綺麗なお姉さん（全20話）             | JTBC   | 2022年11月18日 | 12月15日   | 2023年6月28日 - 7月25日（午後の枠）                            | |
| （再放送につき省略）                                   |        |                |            |                                                                | 放送時間：2023年1月6日まで同上→同年1月10日より10:30 - 11:30→同年4月4日より11:00 - 12:00 見逃し再放送：同上→2023年1月8日より日曜 9:00 - 13:25（平日とは別の作品の再放送になる場合がある） |
| 恋のゴールドメダル〜僕が恋したキム・ボクジュ（全20話） | MBS    | 2023年7月13日  | 8月9日     | ①2023年8月6日 - 9月10日（日曜枠） / ②2024年1月6日 - （土曜枠） | |

午後の放送枠
| 番組名                                         | 製作局 | 放送開始日     | 放送終了日 | 再放送                             | 備考 |
| ---------------------------------------------- | ------ | -------------- | ---------- | ---------------------------------- | ---- |
| （再放送につき省略）                           |        |                |            |                                    |      |
| あやしいパートナー〜Destiny Lovers〜（全20話） | SBS    | 2023年10月27日 | 11月27日   | 2023年9月25日 - 12月24日（日曜枠） |      |

夜の放送枠
| 番組名                                                 | 製作局 | 放送開始日     | 放送終了日    | 再放送 | 備考 |
| ------------------------------------------------------ | ------ | -------------- | ------------- | --- | --- |
| マイ・プリンセス（全16話）                             | MBC    | 2022年7月4日   | 7月26日       | | 開始当初の放送日時：月 - 金曜 19:00 - 19:58、見逃し再放送：土曜19:00 - 23:00（2023年1月7日まで同じ） |
| 青い海の伝説（全26話）                                 | SBS    | 2022年7月27日  | 9月上旬       | ①2022年12月16日 - 2023年1月25日（午前の枠） / ②2023年9月20日 - 10月26日（午後の枠）                                                               | |
| キム秘書はいったい、なぜ?（全20話）                    | tvN    | 2022年9月6日   | 10月6日       | ①2022年12月29日 - 31日（年末一挙放送） / ②2023年1月26日 - 2月22日（午前の枠） / ③2023年3月5日 - （日曜枠） / ④2023年8月23日 - 9月28日（午後の枠） | 再放送①：14:30 - 19:58放送（31日は20:00まで） |
| ホテルデルーナ ～月明かりの恋人～（全28話）            | tvN    | 2022年10月7日  | 11月16日      | 2023年2月23日 - 4月3日（午前の枠） | |
| トッケビ〜君がくれた愛しい日々〜（全24話）             | tvN    | 2022年11月17日 | 12月20日      | 2023年4月4日 - 5月8日（午前の枠） | 最終回の本編終了後のみナビゲーター「まじゅ」が出演 |
| 真心が届く～僕とスターのオフィス・ラブ！？～（全22話） | tvN    | 2022年12月21日 | 2023年1月25日 | 2023年5月9日 - 6月7日（午前の枠） | 本作より『BSJapanext 韓ドラ プライム』開始（本編前後の解説コーナー・ナビゲーター：まじゅ）、1月6日より金曜日のみ19:00 - 20:00放送へ変更（月 - 木曜は従来通り19:58終了）。見逃し再放送が2023年1月14日より現時刻へ枠移動 |
| キルミーヒールミー（全25話）                           | MBC    | 2023年2月28日  | 4月3日        | 2023年6月8日 - 7月12日（午前の枠） | |
| サム、マイウェイ〜恋の一発逆転!〜（全20話）            | KBS2   | 2023年4月26日  | 5月25日       | ①2023年8月10日 - 9月6日（午前の枠） / ②2023年9月 - 10月29日（日曜枠）                                                                             | |
| ボーイフレンド（全20話）                               | tvN    | 2023年6月27日  | 7月25日       | ①2023年7月26日 - 8月（午後の枠） / ②2023年9月29日 - 10月26日（午前の枠） / ③2023年12月29日 - 2024年1月3日（年末年始の一挙放送）                   | 本放送は2023年7月より月 - 木曜日も20:00終了に変更。 |
| 空から降る一億の星（全16話）                           | tvN    | 2023年7月26日  | 8月18日       | ①2023年9月2日 - 10月8日（土曜枠） / ②2023年10月27日 - 11月17日（午前の枠）                                                                        | |
| 花郎（全24話）                                         | KBS    | 2023年8月21日  | 9月25日       | ①2023年10月14日 - 11月18日（土曜の枠） / ②2023年11月20日 - 12月25日（午前の枠） / ③2024年1月4日 - （午後の枠）                                    | 解説コーナーゲスト：古家正亨 |
| むやみに切なく（全20話）                               | KBS    | 2023年9月26日  | 10月24日      | ①2023年11月25日 - 2024年1月6日（土曜枠） / ②2023年11月28日 - 12月27日（午後の枠）                                                                 | |
| 恋のスケッチ〜応答せよ1988〜（全42話）                 | tvN    | 2023年10月25日 | 12月27日      | | |

※土日の一挙放送枠は全て再放送につき省略。大半は韓国語音声・日本語字幕。1話1時間の再編集版のため韓国版とは話数が異なる
アニメ
| 番組名                                 | 製作局       | 放送開始       | 放送終了日    | 放送時刻                                             | 再放送 | 備考 |
| -------------------------------------- | ------------ | -------------- | ------------- | ---------------------------------------------------- | --- | --- |
| ハイキュー!!（シリーズ1 - 4期 全85話） | 毎日放送     | 2022年3月28日  | 7月22日       | 月 - 金曜 17:30 - 18:00 / 土曜 7:30 - 9:30（再放送） | ①初放送期間中（土曜7:30 - 9:30の週まとめ放送枠） / ②同年8月1日 - 11月（17:00枠） / ②2023年1月10日 - 5月12日（深夜枠）         | |
| 黒子のバスケ（シリーズ1 - 3期*）       | 毎日放送     | 2022年7月25日  | 11月11日      | 〃                                                   | ①初放送期間中（土曜7:30 - 9:30の週まとめ放送枠） / ②同年11月 - 2023年3月22日（17:00枠） / ③2023年4月25日 - 8月17日（17:30枠） | TVシリーズ全75話+OVAエピソード複数話 |
| スポンジ・ボブ                         | ニコロデオン | 2022年3月28日  | 2023年3月29日 | 平日 16:00 - 16:30                                   | | 放送時間は当初17:00 - 17:30、2022年8月より16:30 - 17:00、2023年1月より左記。                                                                              |
| 弱虫ペダル（シリーズ1 - 4期）          | テレビ東京   | 2022年11月14日 | 2023年4月24日 | 平日 17:30 - 18:00 / 土曜 7:00 - 9:30（再放送）      | ①2023年5月15日 - 12月5日（深夜枠） / ②2023年8月18日 - （当初17:30枠→12月14日より17:00枠も加え1日2話ずつ放送）                 | 土曜日再放送の放送時間：当初7:30 - 10:00→左記 |
| ベイビーシャークのわくわくショー       | ニコロデオン | 2022年4月2日   | 2023年9月     | 土曜 11:30 - 11:55                                   | | ダンスコーナー出演：小野あつこ（2022年8月 - 2023年6月） 放送時刻：当初左記→9:32 - 10:00→2023年1月14日より7:00 - 7:30→同4月1日より9:30 - 10:00→7月より左記 |
| ダイヤのA（シリーズ1 - 3期・全178話）  | テレビ東京   | 2023年3月23日  | 12月13日      | 月 - 金曜 17:00 - 17:30                              | ①2023年5月6日 - （土曜の一挙放送枠） / ②2023年12月6日 - （深夜枠）                                                            | |
| ぽんのみち                             | 毎日放送     | 2024年4月4日   | 6月20日       | 木曜 0:15 - 0:45                                     | | |
| ダイヤのA[再]                          | テレビ東京   | 2023年5月6日   | 2024年        | 土曜 10:30 - 12:30                                   | | 当初は土曜 7:00 - 9:30→2023年7月8日から 9:00 - 11:30→同年10月から左記                                                                                     |
| ダイヤのA[再]                          | テレビ東京   | 2023年12月6日  | 2024年        | 火 - 土曜 2:30 - 3:00                                | | 当初は火 - 金曜 0:00 - 0:30放送、2024年1月から左記 |

他社制作番組
（※） … 番組自体は継続中
| 番組名                                                         | 制作局             | 放送開始日    | 放送終了日    | 放送日時                                           | 出演者                                                                                      | 備考 |
| -------------------------------------------------------------- | ------------------ | ------------- | ------------- | -------------------------------------------------- | ------------------------------------------------------------------------------------------- | --- |
| デラメチャ気になる!                                            | テレビ愛知         | 2022年4月1日  | 2022年9月30日 | 金曜 15:30 - 16:00                                 | はるな愛、村上佳菜子                                                                        | 放送時刻は当初16:00 - 16:30、2022年8月から左記                                                              |
| ALL! V・ファーレン（※）                                        | 長崎国際テレビ     | 2022年4月9日  | 2023年3月25日 | 土曜 12:00 - 12:30                                 |                                                                                             | [ 95 ] [ 96 ]                                                                                               |
| 日曜のあらかし（※）                                            | 仙台放送           | 2022年3月28日 | 2023年3月27日 | 月曜 9:30 - 10:00                                  |                                                                                             | 放送時刻は当初16:30 - 17:00、2022年8月から16:00 - 16:30、2023年1月から左記。                                |
| 原田伸郎のめざせパーゴルフⅢ（※）                               | サンテレビ         | 2023年1月6日  | 2023年3月31日 | 金曜 5:00 - 5:30                                   | 原田伸郎、井戸木鴻樹、徳原恵梨                                                              | |
| HYゴーゴーゴーヤー 〜ASSE!! OKINAWA!!〜（※）                   | 沖縄テレビ         | 2022年4月1日  | 2023年3月31日 | 金曜 9:30 - 10:00                                  | HY                                                                                          | 放送時刻は当初16:30 - 17:00、2022年8月から16:00 - 16:30、2023年1月から左記                                  |
| 子育てTV ハピクラ（※）                                         | キッズステーション | 2022年10月3日 | 2023年4月28日 | 月 - 金曜 15:30 - 16:00（'23年1月9日（#321））以降 |                                                                                             | 放送時刻は当初10:30 - 11:00、2023年1月9日から左記。                                                         |
| あぐり王国北海道NEXT（※）                                      | 北海道放送         | 2022年3月28日 | 2023年6月26日 | 月曜 9:00 - 9:30 / 火曜 14:30 - 15:00（再放送）    | 森崎博之、森結有花（HBCアナウンサー）                                                       | 放送時刻は当初16:00 - 16:30、2022年8月から15:30 - 16:00、2023年1月から左記                                  |
| おとな旅あるき旅（※）                                          | テレビ大阪         | 2023年4月3日  | 2023年6月26日 | 月曜 9:30 - 10:00 / 金曜 14:30 - 15:00（再放送）   | 三田村邦彦 他                                                                               | #625（テレビ大阪での2022年3月12日放送回）から放送開始。                                                     |
| ウドちゃんの旅してゴメン                                       | 名古屋テレビ       | 2022年3月29日 | 2023年6月27日 | 火曜 9:00 - 9:30 / 月曜 14:30 - 15:00（再放送）    | ウド鈴木                                                                                    | 放送時刻は当初16:30 - 17:00、2022年8月から16:00 - 16:30、2023年1月からは「旅!発見」と放送順を入れ替え左記。 |
| U字工事の旅!発見（※）                                          | とちぎテレビ       | 2022年3月29日 | 2023年6月27日 | 火曜 9:30 - 10:00 / 木曜 14:30 - 15:00（再放送）   | U字工事                                                                                     | 放送時刻は当初16:00 - 16:30、2022年8月から15:30 - 16:00、2023年1月からは「旅ゴメ」と放送順を入れ替え左記。  |
| 元就。（※）                                                    | 中国放送           | 2022年3月30日 | 2023年6月28日 | 水曜 9:00 - 10:00 / 水曜 14:00 - 15:00（再放送）   | アンガールズ                                                                                | 放送時刻は当初16:00 - 17:00、2022年8月からは15:30 - 16:30、2023年1月からは左記。                            |
| 前川清の笑顔まんてんタビ好キ（※）                              | 九州朝日放送       | 2022年3月31日 | 2023年6月29日 | 木曜 9:00 - 10:00                                  | 前川清、えとう窓口、紘毅、前川侑那（紘毅・前川侑那は、前川清とWエンジン・えとう窓口の代役） | 放送時刻は当初16:00 - 17:00放送、2022年8月からは15:30 - 16:30、2023年1月からは左記。                        |
| カミナリのチャリ旅!（※）                                       | とちぎテレビ       | 2022年10月7日 | 2023年6月30日 | 金曜 9:00 - 9:30                                   | カミナリ                                                                                    | 放送時刻は当初15:30 - 16:00、2023年1月13日からは現時刻。                                                    |
| ぐしけんさん（※）                                              | 沖縄テレビ         | 2023年4月7日  | 2023年6月30日 | 金曜 9:30 - 10:00                                  | 具志堅用高                                                                                  | |
| GOLF STAND UP PROJECT 〜内博貴のゴルフ教えたいっす〜（全12回） | （制作著作：BruU） | 2023年4月18日 | 2023年9月     | 土曜 19:30 - 20:00                                 | 内博貴レックス倉本 芹澤信雄                                                                 | 新エピソードと再放送を交互に放送。当初は火曜 22:00 - 22:30放送→複数回の変更を経て番組終了時は左記日時       |
| ゴルフをモッと好きになロー!（※）                               | Kビジョン          | 2023年1月6日  | 2023年9月27日 | 水曜 7:30 - 8:00                                   | 加藤ローサ、田中秀道プロ、元木行哉                                                          | #5から放送開始。15分番組を2話ずつ放送。2023年6月30日までは金曜 5:30 - 6:00→2023年7月5日 - 9月27日は左記日時 |

## アナウンサー
- 西村正行（元岩手朝日テレビ→元長崎国際テレビ、ジャパネットたかたラジオMC）
- 宮澤奎太[100]（元熊本県民テレビ、2025年1月 - ）
- 山崎薫子[101]（元NHKさいたま放送局→元新潟テレビ21→元テレビ山梨→元テレビ埼玉、2025年4月 - ）
- 吉田理彩[102]（元新潟放送、2025年4月 - ）

## エピソード

### スタジオ
東京都中央区新川のジャパネットブロードキャスティング本社ビル内に以下の5つのスタジオを用意している。「T」は東京の頭文字。
- T-1スタジオ
  - 汎用スタジオ。『パネルクイズ アタック25 Next』を中心に、各番組の収録や生放送に利用される。前身のBSJapanextの開局当初からセットは固定されている。フロア面積約231m2。
- T-2スタジオ
  - 和風のセットが組まれたスタジオ。『西川貴教のバーチャル知事』や『おとなの嗜呑』等、多くの番組で使用されている。収録番組によって背景の小道具を替える、床を畳敷きにする、窓を障子に替えるなど、アレンジを加えられる場合が多い。同約57m2
- T-3・T-4・T-5スタジオ
  - 様々なセットが組まれた複数のブースに分かれ、小規模な番組の収録に利用される（上記のT-1スタジオを利用する場合あり）。開局半年頃からは徐々に収録をT-1・2スタジオに集約するようになり使用頻度が低下している。
- バラエティ番組は上記の各スタジオ、通販番組は長崎県佐世保市のジャパネットたかた本社のスタジオから放送[注 20]。なお、番組送出などは東京のジャパネットブロードキャスティングが担当している[105]。
- 新川本社・スタジオは2021年2月末までショップチャンネルがスタジオを構えていたビルに入居している[注 21]。

### 放送機材
- パナソニック コネクトのIT/IPプラットフォーム「KAIROS（ケイロス）」を番組制作スタジオに導入している。リモートカメラと自動追尾ソフトを組み合わせにより運用の負担を減らし、効率的な番組制作が可能となっている[108]。

### データ放送
開局時より、データ放送を実施しているが、つながるジャパネットアプリの紹介情報のみである。ただし、特別番組（スポーツ中継など）の放送予定がある場合、それの告知も流れることがある。なお、未明から朝にかけてなど、時間帯によってはデータ放送を実施しないことがある。

### 番組編成
2022年5月現在、通信販売はもとよりコンテンツ不足のためか再放送番組の比率が非常に高く、中には週3回以上同じ番組が放送されるケースもある。なお再放送でも提供スポンサーが付き、殆どの場合は初回放送と同じ企業の提供となっている。また再放送では初回放送にはなかった字幕放送が追加されることが多い。
他に開局前にグループ会社が製作し、他局で放送していた番組が代替番組として利用されたり、その映像を二次利用して別番組が製作されるケースがある。

### ジャパネットグループとの関係性
BS10は設立母体であるジャパネットグループ色の濃い放送局となっている。
ジャパネットたかたが通販以外のほぼ全番組の提供をしているほか、関連企業の航空会社であるスターフライヤーや、ジャパネットクルーズの委託事業者であるMSCクルーズに、ケルヒャー・モリリン・Y!mobile（ソフトバンクのサブブランド）といった通信販売事業で取引を行っている主力企業などが提供に名を連ねることも多い。スターフライヤーでは、2023年3月より機内ビデオプログラムに本チャンネルの番組を導入する。
また、自社制作番組の一部では、番組に内包される形で、通常のテレビコマーシャルとは別に佐世保本社（一部は東京・新川本社）のスタジオによるテレビショッピングのコーナーが本編終了後に設けられている。例としては、MCが番組の感想を述べた後、旅番組では取り上げられたご当地グルメ、地酒、工芸品などが、ゴルフ番組ではゴルフ用品といった具合に番組と関連した商品が紹介・販売されている。
『パネルクイズ アタック25 Next』においても、参加者にはもれなくジャパネットオリジナル家電が貰えるほか、特賞がジャパネットクルーズの参加権となっている。